# Croquette (película de 1927)
Croquette es una película muda francesa de 1927  dirigida por  Louis Mercanton y protagonizada por Betty Balfour, Walter Byron y Nicolas Koline en la que intervino también el actor español Bonaventura Ibáñez.

## Reparto
- Betty Balfour como Croquette.
- Walter Byron como Bob.
- Nicolas Koline como Morton.
- Rachel Devirys como Lola Morelli.
- Louis Baron (hijo)  como Blomart.
- Ernest Chambery como Monsieur Pluche, el farmacéutico.
- Futelais como Payaso.
- Madeleine Guitty como Madame Tromboli.
- Bonaventura Ibáñez como el duque de Valdomme.
- Jean Mercanton como Dickie.
- Bob O'Connor como Payaso.
- Albert Rancy como Jose.

## Argumento
Croquette alcanza cada tarde el éxito con su número de payasadas acrobáticas. Bob, un rico heredero, padre de un niño pequeño, trabaja en el circo por placer y se enamora de Croquette. Esto desata la ira de la amazona Lola que, llena de celos, deja que los leones se lancen sobre Croquette mientras ejecuta su número. Pero la joven logra escapar de la muerte e incluso salva al hijo de Bob. El día de la boda de Bob y Croquette, el circo recibe un magnífico regalo.